# Acidodontium heteroneuron
Acidodontium heteroneuron là một loài Rêu trong họ Bryaceae. Loài này được (Spruce ex Mitt.) Broth. mô tả khoa học đầu tiên năm 1903.